# Vrouwenhandel
Vrouwenhandel is het werven of bemiddelen van vrouwen, al of niet met dwang of misleiding of misbruik van overwicht etc., voor prostitutie.
'Vrouwenhandel' en 'mensenhandel' worden in het spraakgebruik echter vaak door elkaar gebruikt en bovendien niet altijd in dezelfde betekenis gebruikt. (Meer daarover in het artikel Mensenhandel.) 
Een vaak genoemd voorbeeld van 'vrouwenhandel' is: een vrouwenhandelaar haalt vrouwen naar een ander land met een smoes of beloftes. Bijvoorbeeld door deze vrouwen te zeggen dat ze als au pair of huishoudster kunnen gaan werken. Als ze dan in het land van bestemming zijn aangekomen, moeten ze werken in de prostitutie en zien ze weinig of helemaal niets terug van het geld dat ze verdienen.
Bij het Coördinatiecentrum Mensenhandel, CoMensha (voorheen: de Stichting tegen Vrouwenhandel, STV) melden zich jaarlijks ongeveer 400 slachtoffers aan (cijfer 2004), wat naar schattingen het topje van de ijsberg is. Een IRT-rapport schatte eind 1997 het aantal Oost-Europese meisjes dat jaarlijks gedwongen wordt zich te prostitueren op 2.000. Ook Afrikaanse meisjes zijn vaak het slachtoffer van vrouwenhandel. Meestal komen de handelaren uit hetzelfde land of regio als de meisjes. De dwang bestaat uit een fictieve schuld die de meisjes moeten terugbetalen en bedreigingen aan het adres van het meisje of de familie. Er gaat veel geld in om: tienduizenden euro's per meisje. 
De slachtoffers doen slechts zelden aangifte omdat ze bang zijn in elkaar geslagen te worden en hun inkomsten te verliezen. Bovendien vrezen ze na aangifte Nederland te worden uitgezet.
Als oorzaken van vrouwenhandel worden genoemd:
1. Er is vraag naar prostituees.
2. Door de lage maatschappelijke status van prostituees kiezen vaak arme vrouwen voor dit beroep. Grote armoede maakt vrouwen echter kwetsbaar voor uitbuiting, dwang en/of manipulatie.
3. Door de lage maatschappelijke status van prostituees zijn zij vaak tweederangs burgers die door de maatschappij in een sociaal isolement worden geduwd, waardoor ze kwetsbaar worden voor uitbuiting.
4. Door de lage maatschappelijke status van prostituees en, daarmee samenhangend, hun sociale isolement, is het aanbod aan prostituees vrij laag in relatie tot de vraag, dit maakt exploitatie van prostituees zeer lucratief.
5. Het verbod op prostitutie in veel landen: Een illegale branche is per definitie in handen van criminelen. Bovendien werpt dit een extra drempel op om aangifte te doen, want de prostituee is zelf mogelijk strafbaar.
6. Gesloten grenzen: Het is moeilijk voor migranten om legaal werk te vinden in een ander land,  daarom zoeken ze vaak toenadering tot bemiddelaars voor hun transport en accommodatie. Ook werpt dit een extra drempel tot aangifte op, want dit kan leiden tot uitzetting.
7. Door de lage maatschappelijke status van prostituees, de verblijfsstatus, de strafbaarheid van prostitutie en, daarmee samenhangend, hun sociale isolement, is voor hen de drempel naar aangifte van strafbare vrouwenhandel (zie artikel mensenhandel) hoog, en daardoor is de pakkans van strafbare daders klein.
8. Omdat prostituees veel met contant geld werken en veel met de criminele sector in aanraking komen, worden ze door banken als hoog-risico groep aangemerkt in de zin van de antiwitwaswetgeving. Hierdoor kunnen veel prostituees moeilijk of niet een bankrekening krijgen, waardoor ze kwetsbaar blijven. Ook de verblijfsstatus kan aan een bankrekening in de weg staan. Dit werpt een extra drempel op want voor deelname aan de "witte" economie is een bankrekening eigenlijk onontbeerlijk.